# Kahramanmaraş Spor Kulübü
O Kahramanmaraş Spor Kulübu (mais conhecido como Kahramanmaraşspor) é um clube profissional de futebol turco com sede na cidade de Kahramanmaraş, capital do estado homônimo, fundado em 21 de fevereiro de 1969. Atualmente disputa a Terceira Divisão Turca.
Suas cores oficiais são o vermelho e o branco. Manda seus jogos no 12 Şubat Stadyumu, com capacidade para 15,050 torcedores.

## Títulos
- Segunda Divisão Turca (1): 1987–88
- Terceira Divisão Turca (1): 2012–13

### Campanhas de Destaque
- Vencedor dos Playoffs da Terceira Divisão Turca (2): 1993–94
- Vencedor dos Playoffs da Quarta Divisão Turca (1): 2011–12